# Billy Conn
William David Conn, soprannominato "The Pittsburgh Kid" (Pittsburgh, 8 ottobre 1917 – Pittsburgh, 29 maggio 1993), è stato un pugile statunitense.
Campione del mondo dei pesi mediomassimi dal 1939 al 1940.

## Carriera
Iniziò la sua carriera professionistica nel 1934 nei pesi medi. Il 13 luglio 1939,  al Madison Square Garden di New York, conquistò il titolo mondiale dei mediomassimi a spese di Melio Bettina, che batté ai punti anche nella rivincita, il 25 settembre dello stesso anno. Il 17 novembre 1939, sempre al "Madison" accettò la sfida di Gus Lesnevich e lo batté per verdetto unanime, ai punti in 15 riprese. Identico risultato ebbe la rivincita, disputata il 5 giugno 1940 a Detroit. Fu eletto Fighter of the year (pugile dell'anno) dalla rivista statunitense Ring Magazine nel 1940. Rinunciò poi al titolo per combattere nella categoria superiore. 
Memorabili furono le due sfortunate sfide per il titolo dei massimi contro un Joe Louis all'apice della carriera. Il primo incontro contro il "bombardiere nero", nel 1941, vide il Campione del Mondo vittorioso per KO al 13º round. Sino a quel momento Conn era in vantaggio di un paio di punti sul cartellino dei tre giudici. Il match è stato inserito (1996) al 6º posto nella classifica di Ring Magazine dei 100 più grandi combattimenti di tutti i tempi. Il secondo incontro, nel 1946, ebbe il medesimo risultato (KO all'ottavo round).  
La International Boxing Hall of Fame lo ha riconosciuto tra i più grandi pugili di ogni tempo. Nel 2002 The Ring lo ha collocato al 9º posto nella classifica dei migliori pesi mediomassimi della storia del pugilato e al 57º in quella degli 80 migliori pugili degli ultimi 80 anni.